# Valberzoso

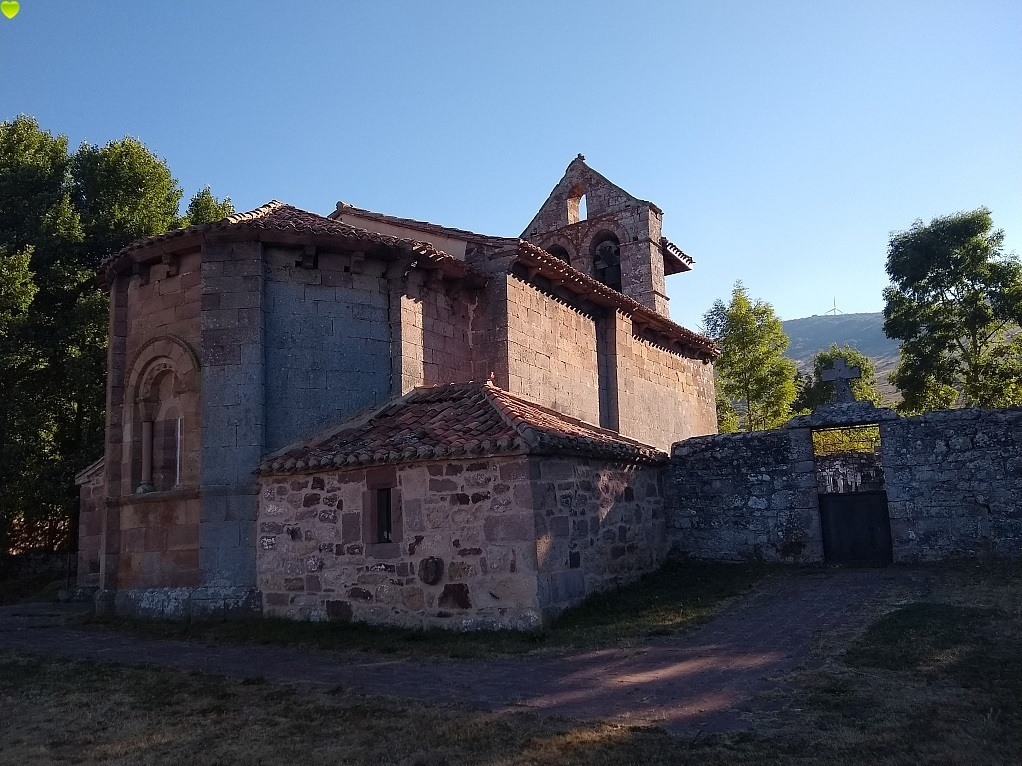
Iglesia de Santa María La Real

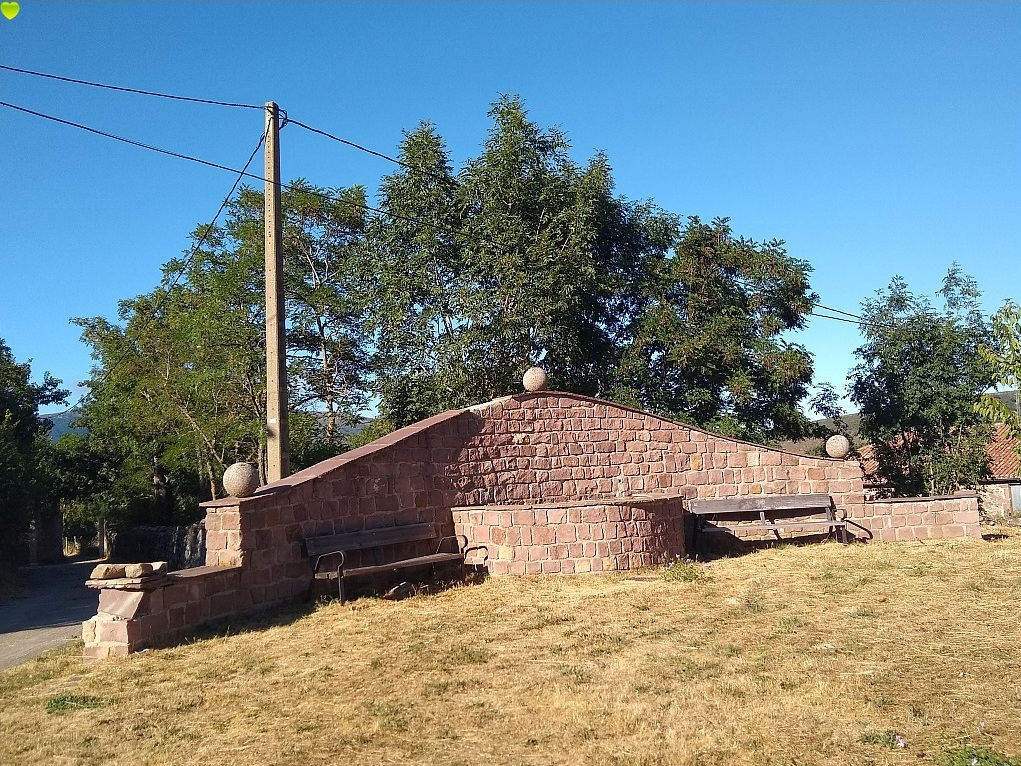

Valberzoso es una pedanía del municipio de Brañosera en la provincia de Palencia, Comunidad Autónoma de Castilla y León, España.

## Etimología
Etimología de Valberzoso (topónimo) "Val-" "-berzo-" "-oso"; Val = valle, berzo = brezo,  oso =abundancia.

## Localización
Está a pocos kilómetros de Brañosera, capital municipal, en la comarca de Montaña Palentina.

## Demografía
Evolución de la población en el siglo XXI
| Gráfica de evolución demográfica de Valberzoso entre 2000 y 2020   |
|                                                                    |
| Población de derecho (2000-2020) según el padrón municipal del INE |

## Turismo
Véase Turismo en la provincia de Palencia

## Historia
Desde la Edad Media al siglo XVIII, esta localidad estuvo integrada dentro de la Merindad Menor de Aguilar de Campoo. A la caída del Antiguo Régimen la localidad se constituye en municipio constitucional, conocido entonces como Valverzoso y que en el censo de 1842 contaba con 13 hogares y 68 vecinos, para posteriormente integrarse en Brañosera.

## Patrimonio
- Iglesia de Santa María la Real: Pequeña iglesia románica con pinturas murales en el interior del ábside (siglo XV) semicircular. Portada, del siglo XII, con capiteles vegetales, Monumento Histórico - Artístico.[6] La talla románica de Santa María la Real, restaurada dentro del Plan de Intervención del Románico Norte, descansa ahora en el museo parroquial de Aguilar de Campoo.

## Patrimonio Natural
El propio nombre de Valberzoso es transparente en su interpretación como colectivo vegetal: ‘lugar abundante en brezos’, y destaca así por su ecosistema de abundantes brezales secos de la Alta "Montaña Palentina", que ofrecen una espectacular floración primaveral que se prolonga  meses, aunque menos que los brezales húmedos. Estos brezales están gravemente amenazados por la mecanización de la actividad ganadera que fomenta grandes desbroces para ampliaciones de pastos subvencionados con fondos públicos.
También destaca como cabecera del Río Valberzoso, al que da nombre, y que desemboca en el río Camesa a su paso por Cuena, en Cantabria. Su prados y su orografía han sido destacados como Patrimonio paisajístico.

## Parroquia
Iglesia parroquial católica en la unidad pastoral de Barruelo de Santullán en el arciprestazgo de Campoó-Santullán.